# Gesetz über das gerichtliche Verfahren in Binnenschifffahrtssachen
Das Gesetz über das gerichtliche Verfahren in Binnenschifffahrtssachen (BinSchGerG) vom 27. September 1952 regelt die sachliche und örtliche Zuständigkeit der Gerichte in Binnenschifffahrtssachen.
Das Gesetz gliedert sich in vier Abschnitte: Allgemeine Verfahrensvorschriften (§§ 1–13), Besondere Verfahrensvorschriften für Rheinschiffahrtssachen (§§ 14–18), Besondere Verfahrensvorschriften für Moselschiffahrtssachen (§§ 18a–18e) sowie Zusatz-, Übergangs- und Schlußbestimmungen (§§ 19–27).
Der Begriff Binnenschifffahrtssachen wird in § 2 BinSchGerG definiert.
Binnenschiffahrtssachen sind bürgerliche Rechtsstreitigkeiten, die mit der Benutzung von Binnengewässern durch Schifffahrt zusammenhängen und in denen es um Schadensersatzansprüche, Ansprüche aus Bergung oder Ansprüche wegen Zahlung von Lotsen- und Hafengebühren geht.
In bürgerlichen Rechtsstreitigkeiten, die Binnenschifffahrtssachen sind, sind die Amtsgerichte auch soweit sachlich zuständig, wie nach den Vorschriften des Gerichtsverfassungsgesetzes die Landgerichte zuständig wären (§ 3 Abs. 1 BinSchGerG). Amtsgerichte führen bei der Verhandlung und Entscheidung von Binnenschiffahrtssachen die Bezeichnung Schifffahrtsgericht (§ 5 Abs. 2 Satz 1 BinSchGerG). In bürgerlichen Rechtsstreitigkeiten ist gegen die Urteile der Schifffahrtsgerichte die Berufung ohne Rücksicht auf den Wert des Beschwerdegegenstandes zulässig (§ 9 BinSchGerG).